# Daisy Diamond
Daisy Diamond ist ein dänischer Film aus dem Jahr 2007 mit Noomi Rapace in der Hauptrolle, bei dem Simon Staho Regie führte und von ihm und Peter Asmussen gemeinsam geschrieben wurde.

## Handlung
Die düstere und tragische Geschichte dreht sich um die 22-jährige Anna, ein Mädchen aus einer wohlhabenden Familie, das zudem äußerst ehrgeizig ist und nur von einem Ziel träumt: es als Schauspielerin zu schaffen. Eines Tages beschließt Anna, ihre Koffer zu packen und zu gehen, ohne es ihrer Mutter oder ihrem Vater zu sagen. Sie zieht von Schweden nach Kopenhagen, um ihren Traum zu verwirklichen. Doch als sie in der Stadt ankommt, hält das Schicksal etwas anderes für sie bereit. Anna erfährt, dass sie bald Mutter wird. Später, nach der Geburt ihres kleinen Mädchens, versucht sie noch einmal, ihren Traum zu verwirklichen. Zweifellos talentiert, hat sie ein Problem: Sie ist alleinerziehende Mutter eines inzwischen vier Monate alten Babys. Auch wenn es ihr schwerfällt, ihrer Tochter einen guten Start ins Leben zu ermöglichen, gelingt es ihr letztendlich nicht, ihren Traum von der Schauspielerei mit einer sicheren und liebevollen Umgebung für ihr Kind zu verbinden. Da sie ihr Baby zum Vorsprechen mitnehmen muss, führt das Weinen des Kindes dazu, dass Anna keine Rolle bekommt. Hin- und hergerissen zwischen ihren Pflichten als Mutter, ihrer Leidenschaft für die Schauspielerei und dem Bedürfnis, Geld zu verdienen, gerät Anna an die Grenzen ihrer Geduld – mit tragischen Folgen: Sie ertränkt ihr Baby in einer Badewanne. Was folgt, ist eine Abwärtsspirale: Sie beginnt als Prostituierte zu arbeiten und spielt unter dem Künstlernamen „Daisy Diamond“ in Pornofilmen. Am Ende bekommt sie endlich eine Rolle und als Teil dieser Rolle stürzt sie sich in die Badewanne.

## Rezeption
Jonathan Holland von Variety sagte, dass „[d]ie ersten fünf Minuten von Daisy Diamond eine heftige Injektion und eine Vergewaltigung beinhalten, [danach] werden die Dinge nur noch düsterer.“
Trotz einer negativen Kritik von Variety wurde der Film für den Hauptwettbewerb des San Sebastián International Film Festival ausgewählt und Rapace erhielt Anerkennung für ihre Darstellung der unruhigen Teenagermutter Anna. In derselben Veröffentlichung heißt es: „Rapace liefert eine überaus engagierte Leistung in einer anspruchsvollen Rolle ab, in der sich die Schauspielerin körperlich und emotional zur Schau stellen muss.“ Für ihre Rolle in dem Film gewann sie die beiden höchsten Filmpreise Dänemarks (den Bodil- und den Robert-Preis) als beste Schauspielerin.
Trine Dyrholm wurde für ihre Nebenrolle als Eva sowohl für den Bodil- als auch für den Robert-Preis nominiert.
Der Film wurde wegen angeblicher Misshandlungen eines kleinen Schauspielers während der Produktion kritisiert.

## Veröffentlichungen
Der Film wurde am 28. September 2007 beim San Sebastián Film Festival vorgestellt und am 23. November 2007 in Dänemark und Schweden veröffentlicht.